# Aneuclis maritima
Aneuclis maritima là một loài tò vò trong họ Ichneumonidae.